# Hochjochferner
Das Hochjochferner ist ein Gletscher in den Ötztaler Alpen zwischen dem Schnalstal und Venter Tal.

## Dimensionen
Er erstreckt sich im Süden von der Grawandspitze (3251 m) und der Fineilspitze (3514 m) zum Hochjoch (moderner Sattelpunkt nach dem Rückschmelzen des Gletschers ca. 2775 m) und ins Rofental. Seine Fläche betrug im Jahr 2006 rund 6 km².
Der Hochjochferner ist von der Grawand aus gemessen etwa 3 km lang, die größte gemessene Mächtigkeit beträgt 45 m. Die Höhendifferenz vom höchsten zum niedrigsten Punkt des Gletschers beträgt 720 m.

## Gletscherschwund

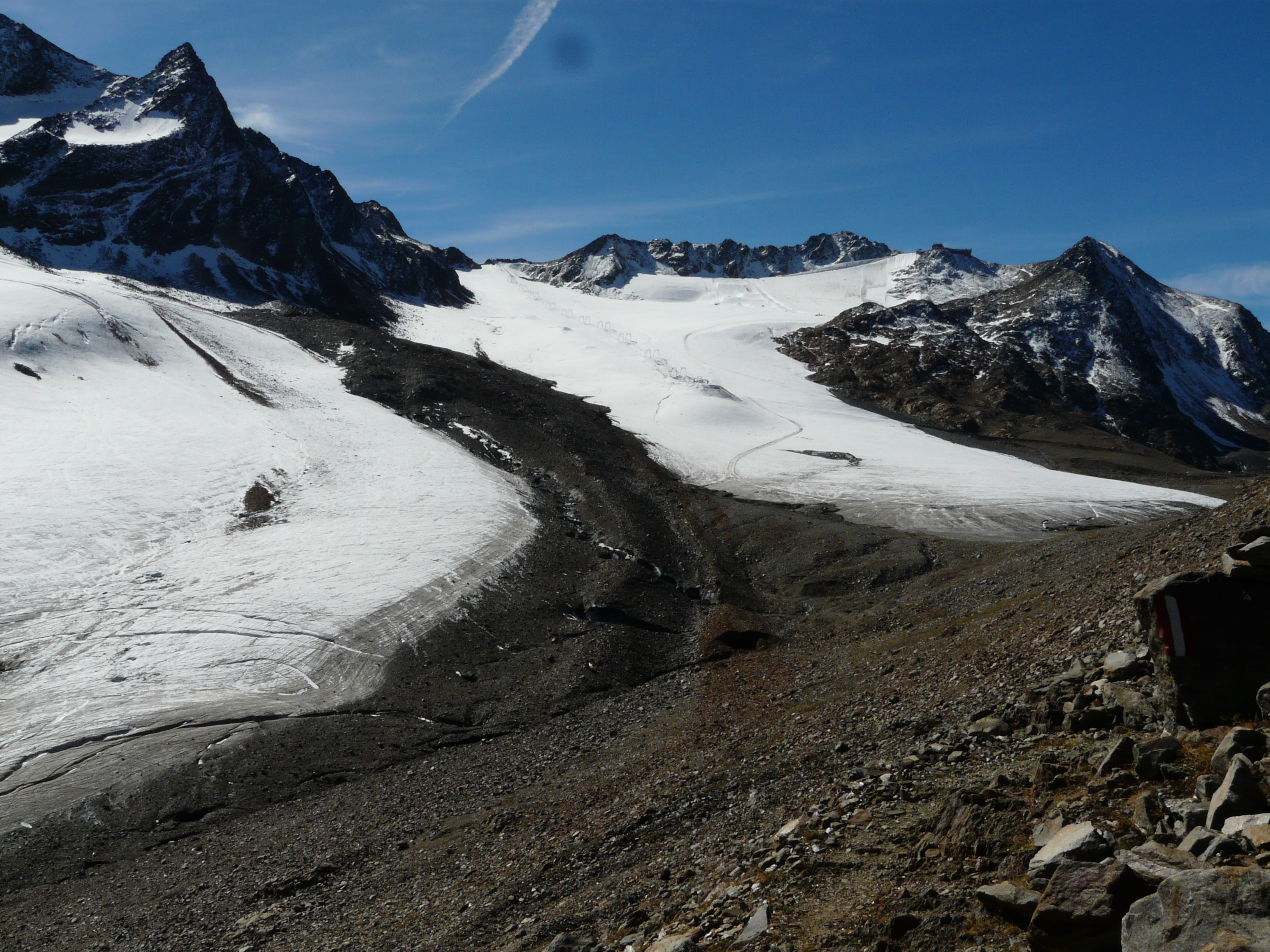
Hochjochferner (2010) von Norden, rechts mit Grawand

Gemäß Aufnahmeblatt 1:25.000 der Franzisco-Josephinischen Landesaufnahme (ab 1869), also gegen Ende der Kleinen Eiszeit, reichte der Hochjochferner mit seiner Zunge bis zum alten Hochjoch-Hospiz am Kreuzberg unterhalb des Sennkogels, das 1927 durch die heute bestehende Hütte am gegenüberliegenden Hang ersetzt wurde. Der Gletscher ging damit seither um über 3 km zurück. Der höchste Punkt am orographisch linken (nordwestlichen) Gletscherrand lag etwa 1 km nordöstlich der heutigen Staatsgrenze auf fast 2900 m ü. A., also fast 200 m über der heutigen Gletscherzunge. Der von der Grawand nordwärts strömende Gletscherast bog nach Westen um und brach über eine Felsstufe bei der im Jahre 1890 errichteten Schöne-Aussicht-Hütte auf den Oberberg ab („Abfall des Hochjoch-Ferners“), während dieser Bereich heute völlig eisfrei ist und in einer Mulde ein See („Gletschersee“) entstanden ist. Einen zweiten Gletschersee hat weiter nordöstlich die linke Seitenmoräne des von den Fineilköpfen nordwärts strömenden Gletscherasts aufgestaut.
Seit 2008 wurden im Rahmen des Gletscherberichts des Österreichischen Alpenvereins folgende Rückzüge an der Gletscherzunge gemessen:
| Jahr | Rückzug pro Jahr |
| ---- | ---------------- |
| 2008 | −29,6 m          |
| 2009 | −29,4 m          |
| 2010 | −26,6 m          |
| 2011 | −31,3 m          |

## Touristische Nutzung
Der westliche Teil (ca. 30 ha) des Gletschers wurde bis 2012 als Ganzjahresskigebiet genutzt, seither wird es nur mehr im Winter betrieben.